# Rośmeer
Het Rośmeer (Pools: Jezioro Roś, Duits: Roschsee) is een meer in het Mazurisch Merenplateau van het woiwodschap Ermland-Mazurië te Polen. Het S-vormige meer dat een restant is uit de laatste ijstijd wordt gevoed door de Swięcek en de Konopka en is bron van de Pisa. Aan het meer ligt de plaats Pisz.